# Liga Mexicana de Béisbol 1960
La Temporada 1960 de la Liga Mexicana de Béisbol fue la edición número 36. Se mantuvo en 6 el número de equipos pero hubo un cambio de sede, los Tecolotes de Nuevo Laredo se convierten en los Pericos de Puebla que no participaban desde la temporada de 1948. Por segunda ocasión se realizó el campeonato de la Asociación Panamericana. El calendario constaba de 146 juegos en un rol corrido entre los equipos de la Liga Mexicana y la Liga de Texas, el equipo con el mejor porcentaje de ganados y perdidos se coronaba campeón de la liga, el campeón de la Liga Mexicana se enfrentaba en una Serie de Campeonato contra el campeón de la Liga de Texas.
Los Tigres Capitalinos obtuvieron el segundo campeonato de su historia al terminar la temporada regular en primer lugar con marca de 77 ganados y 66 perdidos, con 7 juegos de ventaja sobre los Rojos del Águila de Veracruz. El mánager campeón fue Guillermo Garibay.
En el campeonato de la Asociación Panamericana, el equipo de Tulsa Oilers le ganó a los Tigres Capitalinos en 5 juegos para obtener el campeonato de la segunda edición.

## Equipos participantes
| Liga Mexicana de Béisbol 1960 |           |                       |                       |           |
| Equipo                        | Fundación | Ciudad                | Estadio               | Capacidad |
| Diablos Rojos del México      | 1940      | México, D. F.         | Seguro Social         | 25,000    |
| Pericos de Puebla             | 1938      | Puebla, Puebla        | Ignacio Zaragoza      | 22,000    |
| Petroleros de Poza Rica       | 1958      | Poza Rica, Veracruz   | Jaime J. Merino       | 10,000    |
| Rojos del Águila de Veracruz  | 1903      | Veracruz, Veracruz    | Deportivo Veracruzano | 12,000    |
| Sultanes de Monterrey         | 1939      | Monterrey, Nuevo León | Cuauhtémoc            | 8,000     |
| Tigres Capitalinos            | 1955      | México, D. F.         | Seguro Social         | 25,000    |

## Posiciones
| Liga Mexicana de Béisbol | Liga Mexicana de Béisbol | Liga Mexicana de Béisbol | Liga Mexicana de Béisbol | Liga Mexicana de Béisbol |
| Equipo                   | JG                       | JP                       | PCT                      | JV                       |
| ------------------------ | ------------------------ | ------------------------ | ------------------------ | ------------------------ |
| Tigres                   | 77                       | 66                       | .538                     | -                        |
| Águila                   | 71                       | 74                       | .490                     | 7.0                      |
| México                   | 69                       | 77                       | .473                     | 9.5                      |
| Poza Rica                | 65                       | 78                       | .455                     | 12.0                     |
| Monterrey                | 66                       | 79                       | .455                     | 12.0                     |
| Puebla                   | 63                       | 80                       | .441                     | 14.0                     |

| Campeón de la Liga |

## Juego de Estrellas
Para el Juego de Estrellas de la LMB se realizaron dos ediciones, una entre las selecciones de Extranjeros y Mexicanos y otra más entre la Liga Mexicana de Béisbol y la Liga de Texas que formaban parte de la Asociación Panamericana. 
El primer juego se llevó a cabo el 13 de junio en el Parque del Seguro Social en México, D. F. La La selección de Mexicanos se impuso a la selección de Extranjeros 8 carreras a 7 en un partido que terminó en 11 entradas.
El segundo juego de estrellas, el juego de la Asociación Panamericana se llevó a cabo el 10 de julio en el Mission Stadium en San Antonio, Texas. La selección de la Liga de Texas se impuso a la selección de la Liga Mexicana 7 carreras a 2.

## Designaciones
Se designó como novato del año a Mauro Ruiz Rubio  de los Tigres Capitalinos.

## Acontecimientos relevantes
- Alfred Pinkston de los Diablos Rojos del México rompe el récord de más carreras producidas en una temporada con 144, el récord lo poseía Joshua Gibson con 122 en la temporada de 1941. El récord de Pinkston se mantendría hasta la temporada de 1986 cuando Willie Mays Aikens produjo 154.